# Freizeitfußball

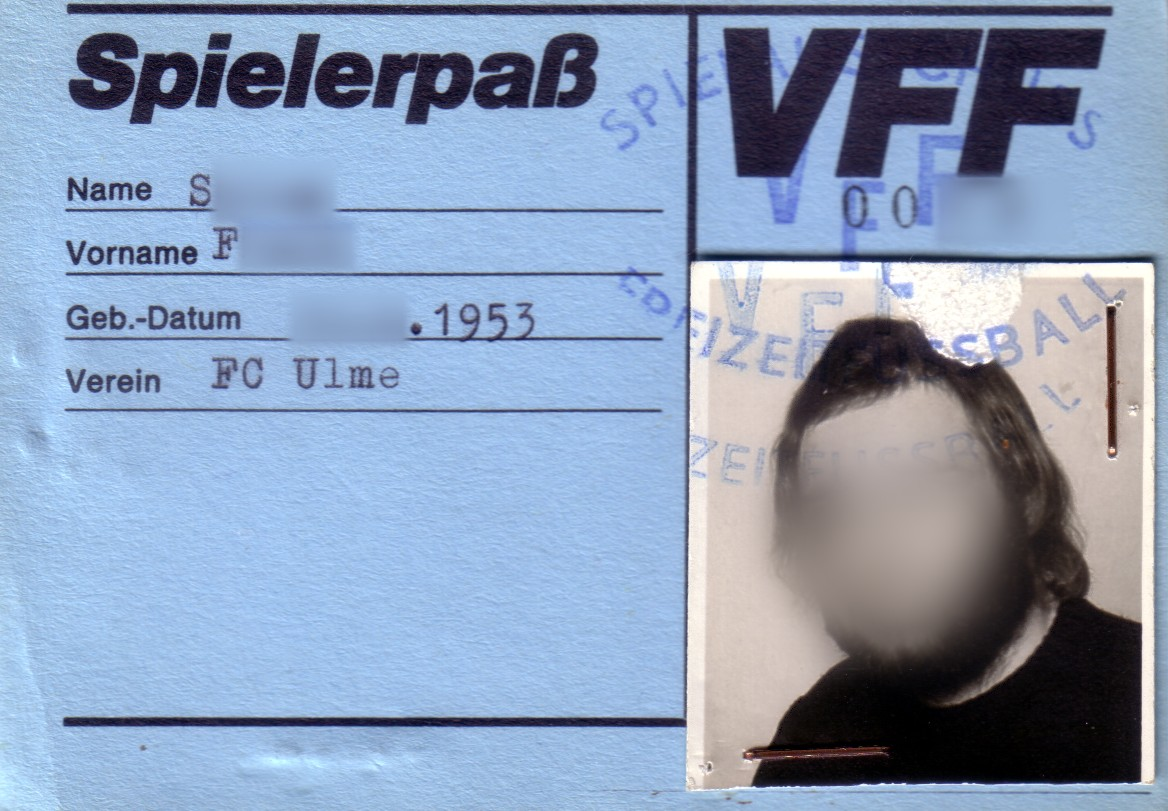
Spielerpass des Verbandes für Freizeitfußball in Berlin, 1975

Freizeitfußball oder Hobbyfußball, auch Alternativfußball genannt, bezeichnet vereins- und verbandsunabhängiges Fußballspiel. Hierbei wird zwischen Kicken auf dem Bolzplatz bzw. Straßenfußball und dem selbst organisierten, geregelten Spielbetrieb in einer Freizeitliga (auch Bunte Liga oder Wilde Liga genannt) unterschieden.
Außerhalb des DFB organisierten und keinem Sportverein angeschlossenen Fußball hat es immer gegeben. Die meisten bunten Ligen stehen aber in einer (in den 1970er Jahren entstanden) Tradition, als der Wunsch nach Selbstorganisation, Lösung von Vereinsstrukturen und Verbindung sportlicher mit politischer Aktivität an Bedeutung gewann. Deshalb wird Freizeitfußball auch mit „linkem“ oder „alternativem“ Fußball assoziiert oder sogar als der „wahre“ Fußball betrachtet, der zu seinen Wurzeln zurückgekehrt sei. Dieser kulturelle und gesellschaftliche Aspekt wird auf der Deutschen Alternativ Meisterschaft (DAM) sehr deutlich, die seit den 1980er Jahren ausgetragen wird.
Auf die Popularität der bunten Ligen musste auch der Verbandsfußball reagieren. So richtete der Berliner Fußball-Verband schon 1977 ebenfalls eine Freizeitliga ein. Inzwischen müssen neue Vereine, die am regulären Spielbetrieb im BFV teilnehmen wollen, erst drei Jahre in dieser Freizeitliga spielen. Dann können sie in der untersten Liga, der  Kreisklasse C, starten. Dadurch verwischt der Unterschied zwischen offizieller und Freizeitliga erheblich. Andererseits sind viele Freizeitmannschaften in den bunten Ligen gezwungen, sich einem Verein anzuschließen, um überhaupt einen Fußballplatz zur Verfügung zu bekommen.
Während der Vereinsfußball mit zunehmendem Mitgliederschwund zu kämpfen hat, hält der Zulauf auf die bunten Ligen ungebrochen an. Dies führt teilweise zu Konflikten mit den Vereinen, die um ihr Überleben fürchten.
Auf der Schwelle zwischen Freizeit- und Verbandsfußball stehen unter anderem Betriebsmannschaften und Alte Herren-Teams der Vereine. Hier stehen vornehmlich die Freiwilligkeit, die Verträglichkeit mit der Familie und der Spaß im Vordergrund.

## Hobbyturniere
Neben dem Ligensystem werden auch Hobbyturniere ausgerichtet, an denen diese Freizeitmannschaften teilnehmen. Im Süden Deutschlands sind diese Veranstaltungen unter dem Namen Grümpelturnier (Gerümpelturnier oder auch Gerümpeli) bekannt, der den Charakter der Selbstorganisation und der vereins- und verbandsunabhängigkeit der Mannschaften unterstreichen soll. Ursprünglich existierte dieser Begriff nur in der Schweiz, wurde aber durch Auslandsdeutsche in den deutschen Sprachgebrauch aufgenommen.
In München findet alljährlich der SOCCACUP statt, der Teilnehmer aus ganz Europa vereint. Im Winter gibt es den WINTERCUP. Die Turniere werden von Ehrenamtlichen organisiert und Teilnahmegebühren sind somit nur Unkostenbeteiligungen.
Das Regelwerk solcher Turniere wird von den Veranstaltern vorgegeben. Vorgaben, die sich von den offiziellen Fußballregeln unterscheiden, gibt es meistens zu der Spielfeldgröße (oftmals wird auf einem Kleinfeld gespielt), zur Anzahl der Spieler auf dem Feld (z. B. ein Torhüter und fünf Feldspieler) und der Dauer eines Spiels. Oft wird auch eine Beschränkung der Anzahl von Spielern einer Mannschaft ausgesprochen, die neben dem Freizeitfußball in Vereinsmannschaften organisiert sein dürfen.

## Film
Im Dokumentarfilm Die Würde des Balles – oder Fußball gegen die Ordnung (2017) wird das Phänomen des Freizeitfußballs in alternativen Ligen am Beispiel der Wilden Liga in Bielefeld dargestellt, die seit 1976 besteht.